# Муниципальное образование «Новоленино»
Муниципальное образование «Новоленино» — муниципальное образование со статусом сельского поселения в 
Нукутском районе Иркутской области России. Административный центр — Новоленино.

## Демография
По результатам Всероссийской переписи населения 2010 года 
численность населения муниципального образования составила 1249 человек, в том числе 607 мужчин и 642 женщины.

## Населённые пункты
В состав муниципального образования входят населённые пункты
- Новоленино
- Заходы
- Зунгар[2]
- Шарагул